# Хрватски телеком
Хрватски телеком је телекомуникациони оператор са седиштем у Загребу. Основан је 28. децембра 1998. Налази се у већинском власништву предузећа Deutsche Telekom.  Највећи је телекомуникациони оператор у Хрватској.